# 101 dalmatyńczyków (film 1996)
101 dalmatyńczyków (ang. 101 Dalmatians) – amerykański familijny film komediowy z 1996 roku w reżyserii Stephena Hereka na podstawie powieści Dodie Smith o tym samym tytule. Aktorski remake filmu animowanego z 1961 roku pod tym samym tytułem produkcji Walta Disneya.
W 2000 roku ukazał się sequel filmu – 102 dalmatyńczyki.
Agregator recenzji Rotten Tomatoes przyznał mu wynik 38%.

## Fabuła
W Londynie mieszka amerykański programista gier komputerowych Roger Dearly ze swym psem rasy dalmatyńczyk Pongo. Tymczasem projektantka mody Anika  pracuje w domu mody haute couture De Mon. Jej szefowa i właścicielka domu – Cruella de Mon fascynuje się projektem Aniki inspirowanym jej dalmatynką Perdy i żartuje, że widziałaby psa Anity na sobie. Pongo czekając na Rogera zauracza się Perdy będącą na spacerze z Aniką. Zawzięcie ściga je ciągnąc przy tym Rogera, do St. James’s Park. Po chwilowym nieporozumieniu Roger i Anika znajdują wspólny język i zaczynają się zakochiwać. Niedługo potem biorą ślub i spodziewają się dziecka. Anika do pomocy zatrudnia swą dawną nianię. Cruella ma za to za złe Anice, gdyż uważa małżeństwo za uwłaczające dla kobiet. Ona sama ma obsesję na punkcie futer do tego stopnia, że zaaranżowała kradzież tygrysa z London Zoo i zleciła taksydermiście Skinnerowi zrobienie z niego dywanu.
Wkrótce Perdy rodzi piętnaście szczeniąt i Cruella domaga się ich kupna, jednak Roger i Anika odmawiają. Wobec tego wściekła Cruella zwalnia Anikę. Wiele tygodni później gdy Dearly’owie wychodzą na spacer z Pongiem i Perdy, do ich domu wkraczają dwaj osobiści przestępcy Cruelli, Nochal i Baryła, i bezwzględnie porywają szczenięta mimo wysiłków Niani. Cruella prócz szczeniąt Dearlych ukradła 84 innych szczeniąt dalmatyńczyków i zamierza z nich uszyć futro przy pomocy Skinnera. O zmierzchu używają Pongo i Perdy za pomocą szczekania alarmują inne psy w Londynie o porwanych szczeniąt. Wkrótce wiadomość o porwaniu rozpowszechnia się wśród wszystkich zwierząt w całej Anglii.
W Suffolk na trop porwanych szczeniąt wpada airedale terrier Kipper śledzący furgonetkę Nochala i Baryły. Znajduje je w rodzinnej posiadłości Cruelli. Po otrzymaniu zwrotnej wiadomości Pongo i Perdy uciekają Dearlym i kierują o własnych nogach do Suffolk. Anika przypomina sobie niezdrowe zainteresowanie Cruelli jej projektem i ze zgrozą domyśla się, że to Cruella stoi za porwaniem i co zamierza zrobić. Obawiająca się policyjnego śledztwa Cruella każe Skinnerowi zabić szczenięta do nocy i jedzie do Suffolk na inspekcję. Tymczasem Kipper z pomocą zwierząt z pobliskiej stodoły wyprowadza szczenięta z rezydencji, wykiwując Nochała i Baryłę, a także atakując Skinnera chcącego oskórować jedno z pozostawionych szczeniąt.
Wezwany przez Dearlych Scotland Yard po przeszukaniu mieszkania Cruelli odkrywa jej dowody poprzednich zbrodni i informuje lokalną policję w Suffolk. Pongo i Perdy w końcu docierają do Suffolk jednocząc się ze szczeniętami w stodole. Przybywa również Cruella, która zirytowana niekompetencją swych podwładnych szuka psów na własną rękę. Zamierza dopaść dalmatyńczyki, lecz w tym przeszkadzają jej zwierzęta z stodoły. Po wielu niefortunnych perypetiach Nochal, Baryła i Skinner zostają aresztowani przez policję, która znajduje Cruellę pokonaną przez zwierzęta w upokarzający sposób.
Policja znajduje również wszystkie skradzione dalmatyńczyki, jak i Pongo z Perdy. W Londynie dalmatyńczyki jednoczą ze swymi właścicielami, którzy decydują się adoptować pozostałe 84 szczenięta, po tym jak nikt po nie się nie zgłosił. Inspirując się ostatnimi wydarzeniami Roger tworzy grę komputerową, w której głównymi bohaterami są szczenięta dalmatyńczyków, a Cruella jest czarnym charakterem. Gra odnosi sukces, dzięki czemu Roger i Anika przeprowadzają się na wieś, gdzie wychowują świeżo urodzoną córkę i prowadzą hodowlę dalmatyńczyków.

## Obsada
| Rola | Aktor            | Polski dubbing        |
| --- | ---------------- | --------------------- |
| Cruella de Mon | Glenn Close      | Dorota Stalińska      |
| Roger Dearly | Jeff Daniels     | Wojciech Malajkat     |
| Anita Campbell-Green | Joely Richardson | Kinga Tabor-Szymaniak |
| Niania | Joan Plowright   | Teresa Lipowska       |
| Nochal | Hugh Laurie      | Ryszard Nawrocki      |
| Baryła | Mark Williams    | Jerzy Słonka          |
| L. Skinner | John Shrapnel    | –                     |
| Alonzo | Tim McInnerny    | Wojciech Machnicki    |
| Fryderyk | Hugh Fraser      | Andrzej Piszczatowski |
| Herbert | Zohren Weiss     | Łukasz Wytrębowycz    |
| Alan | Mark Haddigan    | Robert Czebotar       |
| kapitan policji | Michael Percival | Tadeusz Borowski      |
| policjanci | Bill Stewart     | Andrzej Piszczatowski |
| policjanci | Andrew Readman   | Jarosław Boberek      |
| policjanci | John Peters      | Wojciech Machnicki    |
| reporter telewizyjny | Brian Capron     | Tadeusz Borowski      |
| starszy pan | John Evans       | Andrzej Piszczatowski |
| panie w parku | Hilda Braid      | Małgorzata Leśniewska |
| panie w parku | Margery Mason    | –                     |
| pastor | Neville Phillips | Andrzej Piszczatowski |
| portier | John Benfield    | Andrzej Piszczatowski |
| weterynarz | Joe Lacey        | Robert Czebotar       |
| położnik | Gerald Paris     | Wojciech Machnicki    |
| Opracowanie wersji polskiej: Studio Opracowań Filmów w Warszawie Reżyseria: Maria Piotrowska Dialogi: Elżbieta Łopatniukowa Dźwięk: Alina Hojnacka-Przeździak Montaż: Gabriela Turant-Wiśniewska Opieka artystyczna: Mariusz Arno Jaworowski |                  |                       |